# Guardia imperiale (dinastia Tang)
La Guardia Imperiale della dinastia Tang, note anche come le Truppe proibite (禁軍T, 禁军S, jìn jūnP), erano l'esercito privato dell'imperatore cinese al principio del VII secolo: dispiegavano servizio di guardia personale e guarnigione presso le capitali imperiali. Dopo la Ribellione di An Lushan (755-763), la Guardia Imperiale restò l'unica forza militare sotto il controllo diretto della corte Tang.

## Guardia dei Pionieri
Il fondatore della dinastia Tang, Gao Zu, era un aristocratico dell'odierna Taiyuan ed un esperto militare formatosi lungo il confine imperiale. Avviò nel 617 una rivolta contro la dinastia Sui con solo 30.000 soldati e la chiuse al comando di 200.000 soldati. Circa 30.000 soldati si offrirono volontari per rimanere in servizio dopo la smobilitazione generale, divenendo i pionieri delle Guardie Imperiali Tang. Furono loro assegnate le terre fertili nella regione del canale di irrigazione Bai, a nord del fiume Wei, che erano state abbandonate durante le turbolenze delle Guerre di transizione Sui-Tang. Questo corpo divenne noto come Guardie dei Pionieri Proibiti (元 从 禁军S).
I Pionieri fungevano da guardie del corpo dell'imperatore e presidiavano le capitali e i palazzi, mentre il cardine della difesa dell'impero era costituito dalla leva contadina nota come "Sistema Fubing".

## Introduzione di nuove unità di guardia
All'inizio del suo regno, Taizong stazionò un centinaio di soldati esperti nel tiro con l'arco presso la porta settentrionale del palazzo imperiale. Divennero noti come i Cento Cavalieri (百骑S) che accompagnavano l'imperatore durante le battute di caccia.
Inoltre, sette compagnie di soldati selezionati dopo prove di forza e abilità furono installate presso l'Ufficio del Nord (北衙S) come guardie del corpo aggiuntive.
A poco a poco, altre nuove unità furono aggiunte e stanziate intorno al palazzo, i loro membri scelti tra le classi sociali più in vista dell'Impero e selezionati nell'aspetto fisico, nelle abilità e nelle competenze.

## Guardie Yü Lin (Foresta piumata) e Long Wu (Dragone marziale)
Nel 662, il terzo imperatore Tang, Gao Zong, trasferì alcuni eccezionali cavalieri, arcieri e fanti dell'esercito Fubing nella nuova unità della Guardia Yü Lin (羽林S, lett. "Foresta Piumata") e assegnò loro anche i compiti di guardia durante le sessioni di Corte e le processioni imperiali.
L'unità dei Cento Cavalieri fu ampliata dall'Imperatrice Wu a Mille Cavalieri (千骑S), poi ulteriormente incrementata da Zhong Zong a Diecimila Cavalieri (万骑S). Quest'unità fu determinante per la cacciata della fazione dell'Imperatrice Wei da parte del Principe Imperiale Li LongJi nel 710 e successivamente ribattezzata Guardia Long Wu (龙武S, lett. "Drago Marziale"). Solo i discendenti dei Pionieri furono selezionati nelle Guardie Long Wu.
Col tempo, l'interesse al servizio nella Guardia Imperiale scemò e molti rampolli dei clan influenti ricorsero a dei delegati per sfuggirlo. La qualità delle guardie Long Wu "aristocratiche" scese a quello delle guardie Yü Lin "comuni".

## Guardie Shen Wu (Divino marziale)
Quando An Lushan si ribellò nel 755, l'arruolamento nelle unità della Guardia Imperiale era diminuito a tal punto che c'erano solo un migliaio di guardie a scortare l'imperatore Xuan Zong durante la sua fuga dalla capitale.
L'imperatore Xuanzong abdicò ufficialmente a favore del principe ereditario Li Heng che dovette ingrossare il suo esercito nel 757, poi noto come Guardie Shen Wu (神武S, lett. "Divino Marziale"). I requisiti d'ingresso dovettero essere ridotti quando le reclute da famiglie della Corte si rivelarono insufficienti.

## Esercito Shen Ce (Divino stratagemma)
Durante la ribellione degli An Shi, il fedele jiedushi Geshu Han portò la sua guarnigione dal confine nord-occidentale con il Tibet alle pianure centrali per schierarsi con l'imperatore. A causa della politica, il controllo di questo esercito passò sotto l'eunuco Yu Chao'En e successivamente fu conosciuto come Shen Ce Army (神策军S, lett. "Divino Stratagemma").
Questa unità fu determinante nell'aiutare l'imperatore Daizong a recuperare la capitale imperiale Chang'an dagli invasori tibetani nel 763, guadagnando così importanza e divenendo il pilastro della forza militare centrale.
I soldati godevano di una remunerazione migliore di quelli delle altre unità. Ciò portò elementi di altre unità militari imperiali a cercare di entrarvi, ampliandone notevolmente il numero ma portando al declino delle altre unità della Guardia Imperiale.
Il controllo dell'esercito di Shen Ce cadde nelle mani degli eunuchi del palazzo che lo usarono per controllare gli imperatori Tang. Successivamente, l'esercito di Shen Ce trasformò in una forza politica che spadroneggiava nei dintorni della capitale. La qualità delle truppe diminuì drasticamente quando il reclutamento diminuì e lo Shen Ce non fu capace di resistere alle forze ribelli di Huang Chao nell'880.
Nel 903, dopo che Zhu Wen depose l'ultimo imperatore Tang e massacrò gli eunuchi a Chang'an, l'ultima unità della Guardia Imperiale Tang ebbe termine.

### Esplicative
1. ↑  Anche se la Corte principale sarebbe rimasta in una città, la Cina imperiale generalmente sceglieva quattro, a volte cinque capitali, in base a ciascun punto cardinale del compasso. Il quinto, se designato, sarebbe la capitale centrale.
2. ↑  Il termine "Foresta Piumata" come nome per le Guardie Imperiali fu usato per la prima volta durante la dinastia Han e derivava dalla citazione "为 国 羽翼 ; 如 林 之 盛S, lett. "essere piume d'ala dello stato, fiorente come la foresta"". Il termine "penne delle ali" sottende, in cinese, la forza completamente sviluppata dell'individuo: è una metafora indicante un uccello ormai maturo in ragione delle piume completamente sviluppate sulle ali.

### Bibliografiche
1. ↑  Graff 2002, p. 176.